# 20e étape du Tour d'Espagne 2023
Pour un article plus général, voir Tour d'Espagne 2023.
La 20e étape du Tour d'Espagne 2023 se déroule le samedi 16 septembre 2023 entre Manzanares el Real et Guadarrama en Communauté de Madrid sur une distance de 207,8 km.

## Parcours
Cette 20e étape, avec une distance 207,8 km, est la plus longue du Tour d'Espagne 2023 alors qu'elle arrive en fin de Vuelta où une certaine fatigue des coureurs pourrait se ressentir. Elle se déroule en terrain accidenté sur le territoire de la Communauté de Madrid, au nord-ouest de la capitale espagnole entre Manzanares el Real et Guadarrama, deux villes distantes entre elles d'une trentaine de kilomètres. L'étape comprend un total de dix cols tous de 3e catégorie dont quatre sont parcourus deux fois. Le dernier sommet de la Vuelta 2023 est l'Alto San Lorenzo de El Escorial franchi 12 km avant l'arrivée.

## Déroulement de la course
Après une demi-heure de course, une importante échappée comptant 31 coureurs se porte en tête et augmente régulièrement son avance sur le peloton. Les coureurs les mieux classés de ce groupe de tête sont Remco Evenepoel (Soudal Quick-Step), Marc Soler (UAE Emirates) et Wout Poels (Bahrain Victorious). À 100 km de l'arrivée et cinq cols franchis sur les dix au programme de l'étape, l'avance des fuyards est de six minutes sur le peloton. Après huit cols franchis (à 60 km de l'arrivée), l'écart du groupe d'attaquants avec le peloton est monté à plus de sept minutes puis continue d'augmenter pour atteindre neuf minutes à 40 km du terme mais en se réduisant à 24 coureurs.
Dans la dernière ascension du jour, l'Alto San Lorenzo de El Escorial, Wout Poels et Lennert Van Eetvelt (Lotto Dstny) attaquent. Ils sont rejoints par Marc Soler avant le sommet puis par Pelayo Sánchez (Burgos BH) et Remco Evenepoel au début de la descente. Ce groupe de cinq hommes se dirige vers Guadarrama pour se disputer la victoire. Wout Poels lance le sprint de loin et résiste de justesse au retour sur la ligne de Remco Evenepoel pour gagner l'étape. Un groupe avec les principaux leaders du classement général arrive à plus de dix minutes du vainqueur où le maillot rouge Sepp Kuss et ses dauphins et coéquipiers Jonas Vingegaard et Primož Roglič finissent ensemble en se tenant juste derrière le groupe des favoris.

## Résultats

### Classement de l'étape
| \| Classement de l'étape \| Classement de l'étape \| Classement de l'étape \| Classement de l'étape \| Classement de l'étape \| \| Coureur \| Coureur \| Pays \| Équipe \| Temps \| \| --------------------- \| --------------------- \| --------------------- \| ------------------------ \| --------------------- \| \| 1er \| Wout Poels \| Pays-Bas \| Bahrain Victorious \| 4 h 59 min 29 s \| \| 2e \| Remco Evenepoel \| Belgique \| Soudal Quick-Step \| + 0 s \| \| 3e \| Pelayo Sánchez \| Espagne \| Burgos-BH \| + 0 s \| \| 4e \| Lennert Van Eetvelt \| Belgique \| Lotto Dstny \| + 0 s \| \| 5e \| Marc Soler \| Espagne \| UAE Team Emirates \| + 4 s \| \| 6e \| Rui Costa \| Portugal \| Intermarché-Circus-Wanty \| + 26 s \| \| 7e \| Antonio Tiberi \| Italie \| Bahrain Victorious \| + 26 s \| \| 8e \| Lennard Kämna \| Allemagne \| Bora-Hansgrohe \| + 26 s \| \| 9e \| Romain Bardet \| France \| Team DSM-Firmenich \| + 26 s \| \| 10e \| Einer Rubio \| Colombie \| Movistar Team \| + 26 s \| |                     |           |                          |                 |
| |                     |           |                          |                 |
| Source : ProCyclingStats |                     |           |                          |                 |
| Classement de l'étape |                     |           |                          |                 |
| Coureur | Coureur             | Pays      | Équipe                   | Temps           |
| 1er | Wout Poels          | Pays-Bas  | Bahrain Victorious       | 4 h 59 min 29 s |
| 2e | Remco Evenepoel     | Belgique  | Soudal Quick-Step        | + 0 s           |
| 3e | Pelayo Sánchez      | Espagne   | Burgos-BH                | + 0 s           |
| 4e | Lennert Van Eetvelt | Belgique  | Lotto Dstny              | + 0 s           |
| 5e | Marc Soler          | Espagne   | UAE Team Emirates        | + 4 s           |
| 6e | Rui Costa           | Portugal  | Intermarché-Circus-Wanty | + 26 s          |
| 7e | Antonio Tiberi      | Italie    | Bahrain Victorious       | + 26 s          |
| 8e | Lennard Kämna       | Allemagne | Bora-Hansgrohe           | + 26 s          |
| 9e | Romain Bardet       | France    | Team DSM-Firmenich       | + 26 s          |
| 10e | Einer Rubio         | Colombie  | Movistar Team            | + 26 s          |

### Points attribués pour le classement par points
| Sprint intermédiaire San Lorenzo de El Escorial (km 192,8) | Sprint intermédiaire San Lorenzo de El Escorial (km 192,8) | Sprint intermédiaire San Lorenzo de El Escorial (km 192,8) | Sprint intermédiaire San Lorenzo de El Escorial (km 192,8) | Sprint intermédiaire San Lorenzo de El Escorial (km 192,8) |
| ---------------------------------------------------------- | ---------------------------------------------------------- | ---------------------------------------------------------- | ---------------------------------------------------------- | ---------------------------------------------------------- |
|                                                            | Coureur                                                    | Pays                                                       | Équipe                                                     | Point(s)                                                   |
| 1er                                                        | Mattia Cattaneo                                            | Italie                                                     | Soudal Quick-Step                                          | 20                                                         |
| 2e                                                         | Remco Evenepoel                                            | Belgique                                                   | Soudal Quick-Step                                          | 17                                                         |
| 3e                                                         | Marc Soler                                                 | Espagne                                                    | UAE Emirates                                               | 15                                                         |
| 4e                                                         | Romain Bardet                                              | France                                                     | DSM-Firmenich                                              | 13                                                         |
| 5e                                                         | Rui Costa                                                  | Portugal                                                   | Intermarché-Circus-Wanty                                   | 10                                                         |
| modifier                                                   |                                                            |                                                            |                                                            |                                                            |

| Arrivée d'étape Guadarrama (km 207,8) | Arrivée d'étape Guadarrama (km 207,8) | Arrivée d'étape Guadarrama (km 207,8) | Arrivée d'étape Guadarrama (km 207,8) | Arrivée d'étape Guadarrama (km 207,8) |
| ------------------------------------- | ------------------------------------- | ------------------------------------- | ------------------------------------- | ------------------------------------- |
|                                       | Coureur                               | Pays                                  | Équipe                                | Point(s)                              |
| 1er                                   | Wout Poels                            | Portugal                              | Bahrain Victorious                    | 20                                    |
| 2e                                    | Remco Evenepoel                       | Belgique                              | Soudal Quick-Step                     | 17                                    |
| 3e                                    | Pelayo Sánchez                        | Espagne                               | Burgos-BH                             | 15                                    |
| 4e                                    | Lennert Van Eetvelt                   | Belgique                              | Lotto Dstny                           | 13                                    |
| 5e                                    | Marc Soler                            | Espagne                               | UAE Emirates                          | 11                                    |
| 6e                                    | Rui Costa                             | Portugal                              | Intermarché-Circus-Wanty              | 10                                    |
| 7e                                    | Antonio Tiberi                        | Italie                                | Bahrain Victorious                    | 9                                     |
| 8e                                    | Lennard Kämna                         | Allemagne                             | Bora-Hansgrohe                        | 8                                     |
| 9e                                    | Romain Bardet                         | France                                | DSM-Firmenich                         | 7                                     |
| 10e                                   | Einer Rubio                           | Colombie                              | Movistar                              | 6                                     |
| 11e                                   | Lenny Martinez                        | France                                | Groupama-FDJ                          | 5                                     |
| 12e                                   | Wilco Kelderman                       | Pays-Bas                              | Jumbo-Visma                           | 4                                     |
| 13e                                   | Geraint Thomas                        | Grande-Bretagne                       | Ineos Grenadiers                      | 3                                     |
| 14e                                   | Mattia Cattaneo                       | Italie                                | Soudal Quick-Step                     | 2                                     |
| 15e                                   | Nicolas Prodhomme                     | France                                | AG2R Citroën                          | 1                                     |
| modifier                              |                                       |                                       |                                       |                                       |

### Points attribués pour le classement du meilleur grimpeur
| Collado del Portazgo (km 12,8) 3e catégorie (10,8 km à 3,4%) | Collado del Portazgo (km 12,8) 3e catégorie (10,8 km à 3,4%) | Collado del Portazgo (km 12,8) 3e catégorie (10,8 km à 3,4%) | Collado del Portazgo (km 12,8) 3e catégorie (10,8 km à 3,4%) | Collado del Portazgo (km 12,8) 3e catégorie (10,8 km à 3,4%) |
| ------------------------------------------------------------ | ------------------------------------------------------------ | ------------------------------------------------------------ | ------------------------------------------------------------ | ------------------------------------------------------------ |
|                                                              | Coureur                                                      | Pays                                                         | Équipe                                                       | Point(s)                                                     |
| 1er                                                          | Marc Soler                                                   | Espagne                                                      | UAE Team Emirates                                            | 3                                                            |
| 2e                                                           | Remco Evenepoel                                              | Belgique                                                     | Soudal Quick-Step                                            | 2                                                            |
| 3e                                                           | Sylvain Moniquet                                             | Belgique                                                     | Lotto Dstny                                                  | 1                                                            |
| modifier                                                     |                                                              |                                                              |                                                              |                                                              |

| Puerto de la Cruz Verde (km 43) 3e catégorie (7 km à 5%) | Puerto de la Cruz Verde (km 43) 3e catégorie (7 km à 5%) | Puerto de la Cruz Verde (km 43) 3e catégorie (7 km à 5%) | Puerto de la Cruz Verde (km 43) 3e catégorie (7 km à 5%) | Puerto de la Cruz Verde (km 43) 3e catégorie (7 km à 5%) |
| -------------------------------------------------------- | -------------------------------------------------------- | -------------------------------------------------------- | -------------------------------------------------------- | -------------------------------------------------------- |
|                                                          | Coureur                                                  | Pays                                                     | Équipe                                                   | Point(s)                                                 |
| 1er                                                      | Rui Costa                                                | Portugal                                                 | Intermarché-Circus-Wanty                                 | 3                                                        |
| 2e                                                       | Elie Gesbert                                             | France                                                   | Arkéa-Samsic                                             | 2                                                        |
| 3e                                                       | James Knox                                               | Royaume-Uni                                              | Soudal Quick-Step                                        | 1                                                        |
| modifier                                                 |                                                          |                                                          |                                                          |                                                          |

| La Escondida (km 70,8) 3e catégorie (9 km à 4,1%) | La Escondida (km 70,8) 3e catégorie (9 km à 4,1%) | La Escondida (km 70,8) 3e catégorie (9 km à 4,1%) | La Escondida (km 70,8) 3e catégorie (9 km à 4,1%) | La Escondida (km 70,8) 3e catégorie (9 km à 4,1%) |
| ------------------------------------------------- | ------------------------------------------------- | ------------------------------------------------- | ------------------------------------------------- | ------------------------------------------------- |
|                                                   | Coureur                                           | Pays                                              | Équipe                                            | Point(s)                                          |
| 1er                                               | Geraint Thomas                                    | Royaume-Uni                                       | Ineos Grenadiers                                  | 3                                                 |
| 2e                                                | James Knox                                        | Royaume-Uni                                       | Soudal Quick-Step                                 | 2                                                 |
| 3e                                                | Wilco Kelderman                                   | Pays-Bas                                          | Jumbo-Visma                                       | 1                                                 |
| modifier                                          |                                                   |                                                   |                                                   |                                                   |

| Alto de Santa María de la Alameda (km 87) 3e catégorie (5 km à 5,6%) | Alto de Santa María de la Alameda (km 87) 3e catégorie (5 km à 5,6%) | Alto de Santa María de la Alameda (km 87) 3e catégorie (5 km à 5,6%) | Alto de Santa María de la Alameda (km 87) 3e catégorie (5 km à 5,6%) | Alto de Santa María de la Alameda (km 87) 3e catégorie (5 km à 5,6%) |
| -------------------------------------------------------------------- | -------------------------------------------------------------------- | -------------------------------------------------------------------- | -------------------------------------------------------------------- | -------------------------------------------------------------------- |
|                                                                      | Coureur                                                              | Pays                                                                 | Équipe                                                               | Point(s)                                                             |
| 1er                                                                  | Lennert Van Eetvelt                                                  | Belgique                                                             | Lotto Dstny                                                          | 3                                                                    |
| 2e                                                                   | Sylvain Moniquet                                                     | Belgique                                                             | Lotto Dstny                                                          | 2                                                                    |
| 3e                                                                   | Mattia Cattaneo                                                      | Italie                                                               | Soudal Quick-Step                                                    | 1                                                                    |
| modifier                                                             |                                                                      |                                                                      |                                                                      |                                                                      |

| Alto de Robledondo (km 94) 3e catégorie (5,1 km à 4,8%) | Alto de Robledondo (km 94) 3e catégorie (5,1 km à 4,8%) | Alto de Robledondo (km 94) 3e catégorie (5,1 km à 4,8%) | Alto de Robledondo (km 94) 3e catégorie (5,1 km à 4,8%) | Alto de Robledondo (km 94) 3e catégorie (5,1 km à 4,8%) |
| ------------------------------------------------------- | ------------------------------------------------------- | ------------------------------------------------------- | ------------------------------------------------------- | ------------------------------------------------------- |
|                                                         | Coureur                                                 | Pays                                                    | Équipe                                                  | Point(s)                                                |
| 1er                                                     | Louis Vervaeke                                          | Belgique                                                | Soudal Quick-Step                                       | 3                                                       |
| 2e                                                      | Remco Evenepoel                                         | Belgique                                                | Soudal Quick-Step                                       | 2                                                       |
| 3e                                                      | Ben Zwiehoff                                            | Allemagne                                               | Bora-Hansgrohe                                          | 1                                                       |
| modifier                                                |                                                         |                                                         |                                                         |                                                         |

| La Escondida (km 124,2) 3e catégorie (9 km à 4,1%) | La Escondida (km 124,2) 3e catégorie (9 km à 4,1%) | La Escondida (km 124,2) 3e catégorie (9 km à 4,1%) | La Escondida (km 124,2) 3e catégorie (9 km à 4,1%) | La Escondida (km 124,2) 3e catégorie (9 km à 4,1%) |
| -------------------------------------------------- | -------------------------------------------------- | -------------------------------------------------- | -------------------------------------------------- | -------------------------------------------------- |
|                                                    | Coureur                                            | Pays                                               | Équipe                                             | Point(s)                                           |
| 1er                                                | Fernando Barceló                                   | Espagne                                            | Caja Rural-Seguros RGA                             | 3                                                  |
| 2e                                                 | Iván García Cortina                                | Espagne                                            | Movistar                                           | 2                                                  |
| 3e                                                 | Ben Zwiehoff                                       | Allemagne                                          | Bora-Hansgrohe                                     | 1                                                  |
| modifier                                           |                                                    |                                                    |                                                    |                                                    |

| Alto de Santa María de la Alameda (km 140,4) 3e catégorie (5 km à 5,6%) | Alto de Santa María de la Alameda (km 140,4) 3e catégorie (5 km à 5,6%) | Alto de Santa María de la Alameda (km 140,4) 3e catégorie (5 km à 5,6%) | Alto de Santa María de la Alameda (km 140,4) 3e catégorie (5 km à 5,6%) | Alto de Santa María de la Alameda (km 140,4) 3e catégorie (5 km à 5,6%) |
| ----------------------------------------------------------------------- | ----------------------------------------------------------------------- | ----------------------------------------------------------------------- | ----------------------------------------------------------------------- | ----------------------------------------------------------------------- |
|                                                                         | Coureur                                                                 | Pays                                                                    | Équipe                                                                  | Point(s)                                                                |
| 1er                                                                     | Pelayo Sánchez                                                          | Espagne                                                                 | Burgos-BH                                                               | 3                                                                       |
| 2e                                                                      | Mattia Cattaneo                                                         | Italie                                                                  | Soudal Quick-Step                                                       | 2                                                                       |
| 3e                                                                      | Marc Soler                                                              | Espagne                                                                 | UAE Team Emirates                                                       | 1                                                                       |
| modifier                                                                |                                                                         |                                                                         |                                                                         |                                                                         |

| Alto de Robledondo (km 147,4) 3e catégorie (5,1 km à 4,8%) | Alto de Robledondo (km 147,4) 3e catégorie (5,1 km à 4,8%) | Alto de Robledondo (km 147,4) 3e catégorie (5,1 km à 4,8%) | Alto de Robledondo (km 147,4) 3e catégorie (5,1 km à 4,8%) | Alto de Robledondo (km 147,4) 3e catégorie (5,1 km à 4,8%) |
| ---------------------------------------------------------- | ---------------------------------------------------------- | ---------------------------------------------------------- | ---------------------------------------------------------- | ---------------------------------------------------------- |
|                                                            | Coureur                                                    | Pays                                                       | Équipe                                                     | Point(s)                                                   |
| 1er                                                        | James Knox                                                 | Royaume-Uni                                                | Soudal Quick-Step                                          | 3                                                          |
| 2e                                                         | Mattia Cattaneo                                            | Italie                                                     | Soudal Quick-Step                                          | 2                                                          |
| 3e                                                         | Remco Evenepoel                                            | Belgique                                                   | Soudal Quick-Step                                          | 1                                                          |
| modifier                                                   |                                                            |                                                            |                                                            |                                                            |

| Puerto de la Cruz Verde (km 181) 3e catégorie (7,2 km à 3,9%) | Puerto de la Cruz Verde (km 181) 3e catégorie (7,2 km à 3,9%) | Puerto de la Cruz Verde (km 181) 3e catégorie (7,2 km à 3,9%) | Puerto de la Cruz Verde (km 181) 3e catégorie (7,2 km à 3,9%) | Puerto de la Cruz Verde (km 181) 3e catégorie (7,2 km à 3,9%) |
| ------------------------------------------------------------- | ------------------------------------------------------------- | ------------------------------------------------------------- | ------------------------------------------------------------- | ------------------------------------------------------------- |
|                                                               | Coureur                                                       | Pays                                                          | Équipe                                                        | Point(s)                                                      |
| 1er                                                           | Louis Vervaeke                                                | Belgique                                                      | Soudal Quick-Step                                             | 3                                                             |
| 2e                                                            | Mattia Cattaneo                                               | Italie                                                        | Soudal Quick-Step                                             | 2                                                             |
| 3e                                                            | Remco Evenepoel                                               | Belgique                                                      | Soudal Quick-Step                                             | 1                                                             |
| modifier                                                      |                                                               |                                                               |                                                               |                                                               |

| San Lorenzo de El Escorial (km 195,8) 3e catégorie (4,6 km à 6,6%) | San Lorenzo de El Escorial (km 195,8) 3e catégorie (4,6 km à 6,6%) | San Lorenzo de El Escorial (km 195,8) 3e catégorie (4,6 km à 6,6%) | San Lorenzo de El Escorial (km 195,8) 3e catégorie (4,6 km à 6,6%) | San Lorenzo de El Escorial (km 195,8) 3e catégorie (4,6 km à 6,6%) |
| ------------------------------------------------------------------ | ------------------------------------------------------------------ | ------------------------------------------------------------------ | ------------------------------------------------------------------ | ------------------------------------------------------------------ |
|                                                                    | Coureur                                                            | Pays                                                               | Équipe                                                             | Point(s)                                                           |
| 1er                                                                | Wout Poels                                                         | Pays-Bas                                                           | Bahrain Victorious                                                 | 3                                                                  |
| 2e                                                                 | Marc Soler                                                         | Espagne                                                            | UAE Team Emirates                                                  | 2                                                                  |
| 3e                                                                 | Lennert Van Eetvelt                                                | Belgique                                                           | Lotto Dstny                                                        | 1                                                                  |
| modifier                                                           |                                                                    |                                                                    |                                                                    |                                                                    |

### Bonifications
|   | Coureur             | Pays     | Équipe             | Secondes |
| - | ------------------- | -------- | ------------------ | -------- |
| 1 | Wout Poels          | Pays-Bas | Bahrain Victorious | 6 s      |
| 2 | Marc Soler          | Espagne  | UAE Team Emirates  | 4 s      |
| 3 | Lennert Van Eetvelt | Belgique | Lotto Dstny        | 2 s      |

|   | Coureur         | Pays     | Équipe             | Secondes |
| - | --------------- | -------- | ------------------ | -------- |
| 1 | Wout Poels      | Pays-Bas | Bahrain Victorious | 10 s     |
| 2 | Remco Evenepoel | Belgique | Soudal Quick-Step  | 6 s      |
| 3 | Pelayo Sánchez  | Espagne  | Burgos-BH          | 4 s      |

### Prix de la combativité
- Pelayo Sánchez (Burgos-BH)

## Classements à l'issue de l'étape

### Classement général
| \| Classement général \| Classement général \| Classement général \| Classement général \| Classement général \| \| Coureur \| Coureur \| Pays \| Équipe \| Temps \| \| ------------------ \| ------------------ \| ------------------ \| ------------------ \| ------------------ \| \| 1er \| Sepp Kuss \| États-Unis \| Jumbo-Visma \| 74 h 23 min 42 s \| \| 2e \| Jonas Vingegaard \| Danemark \| Jumbo-Visma \| + 17 s \| \| 3e \| Primož Roglič \| Slovénie \| Jumbo-Visma \| + 1 min 08 s \| \| 4e \| Juan Ayuso \| Espagne \| UAE Team Emirates \| + 3 min 44 s \| \| 5e \| Mikel Landa \| Espagne \| Bahrain Victorious \| + 4 min 03 s \| \| 6e \| Enric Mas \| Espagne \| Movistar Team \| + 4 min 14 s \| \| 7e \| Aleksandr Vlasov \| Bannière neutre \| Bora-Hansgrohe \| + 8 min 19 s \| \| 8e \| Cian Uijtdebroeks \| Belgique \| Bora-Hansgrohe \| + 8 min 26 s \| \| 9e \| João Almeida \| Portugal \| UAE Team Emirates \| + 10 min 08 s \| \| 10e \| Santiago Buitrago \| Colombie \| Bahrain Victorious \| + 12 min 04 s \| |                   |                 |                    |                  |
| |                   |                 |                    |                  |
| Source : ProCyclingStats |                   |                 |                    |                  |
| Classement général |                   |                 |                    |                  |
| Coureur | Coureur           | Pays            | Équipe             | Temps            |
| 1er | Sepp Kuss         | États-Unis      | Jumbo-Visma        | 74 h 23 min 42 s |
| 2e | Jonas Vingegaard  | Danemark        | Jumbo-Visma        | + 17 s           |
| 3e | Primož Roglič     | Slovénie        | Jumbo-Visma        | + 1 min 08 s     |
| 4e | Juan Ayuso        | Espagne         | UAE Team Emirates  | + 3 min 44 s     |
| 5e | Mikel Landa       | Espagne         | Bahrain Victorious | + 4 min 03 s     |
| 6e | Enric Mas         | Espagne         | Movistar Team      | + 4 min 14 s     |
| 7e | Aleksandr Vlasov  | Bannière neutre | Bora-Hansgrohe     | + 8 min 19 s     |
| 8e | Cian Uijtdebroeks | Belgique        | Bora-Hansgrohe     | + 8 min 26 s     |
| 9e | João Almeida      | Portugal        | UAE Team Emirates  | + 10 min 08 s    |
| 10e | Santiago Buitrago | Colombie        | Bahrain Victorious | + 12 min 04 s    |

| Classement par points | Classement par points | Classement par points | Classement par points | Classement par points |
| Coureur               | Coureur               | Pays                  | Équipe                | Points                |
| --------------------- | --------------------- | --------------------- | --------------------- | --------------------- |
| 1er                   | Kaden Groves          | Australie             | Alpecin-Deceuninck    | 245 pts               |
| 2e                    | Remco Evenepoel       | Belgique              | Soudal Quick-Step     | 226 pts               |
| 3e                    | Andreas Kron          | Danemark              | Lotto Dstny           | 152 pts               |
| 4e                    | Marc Soler            | Espagne               | UAE Team Emirates     | 133 pts               |
| 5e                    | Jonas Vingegaard      | Danemark              | Jumbo-Visma           | 123 pts               |
| 6e                    | Primož Roglič         | Slovénie              | Jumbo-Visma           | 117 pts               |
| 7e                    | Sepp Kuss             | États-Unis            | Jumbo-Visma           | 112 pts               |
| 8e                    | Juan Ayuso            | Espagne               | UAE Team Emirates     | 105 pts               |
| 9e                    | Marijn van den Berg   | Pays-Bas              | EF Education-EasyPost | 105 pts               |
| 10e                   | Lennard Kämna         | Allemagne             | Bora-Hansgrohe        | 93 pts                |

| Classement par points | Classement par points | Classement par points | Classement par points | Classement par points |
| Coureur               | Coureur               | Pays                  | Équipe                | Points                |
| --------------------- | --------------------- | --------------------- | --------------------- | --------------------- |
| 1er                   | Kaden Groves          | Australie             | Alpecin-Deceuninck    | 245 pts               |
| 2e                    | Remco Evenepoel       | Belgique              | Soudal Quick-Step     | 226 pts               |
| 3e                    | Andreas Kron          | Danemark              | Lotto Dstny           | 152 pts               |
| 4e                    | Marc Soler            | Espagne               | UAE Team Emirates     | 133 pts               |
| 5e                    | Jonas Vingegaard      | Danemark              | Jumbo-Visma           | 123 pts               |
| 6e                    | Primož Roglič         | Slovénie              | Jumbo-Visma           | 117 pts               |
| 7e                    | Sepp Kuss             | États-Unis            | Jumbo-Visma           | 112 pts               |
| 8e                    | Juan Ayuso            | Espagne               | UAE Team Emirates     | 105 pts               |
| 9e                    | Marijn van den Berg   | Pays-Bas              | EF Education-EasyPost | 105 pts               |
| 10e                   | Lennard Kämna         | Allemagne             | Bora-Hansgrohe        | 93 pts                |

| Classement de la montagne | Classement de la montagne | Classement de la montagne | Classement de la montagne | Classement de la montagne |
| Coureur                   | Coureur                   | Pays                      | Équipe                    | Points                    |
| ------------------------- | ------------------------- | ------------------------- | ------------------------- | ------------------------- |
| 1er                       | Remco Evenepoel           | Belgique                  | Soudal Quick-Step         | 135 pts                   |
| 2e                        | Jonas Vingegaard          | Danemark                  | Jumbo-Visma               | 51 pts                    |
| 3e                        | Michael Storer            | Australie                 | Groupama-FDJ              | 39 pts                    |
| 4e                        | Romain Bardet             | France                    | Team DSM-Firmenich        | 35 pts                    |
| 5e                        | Primož Roglič             | Slovénie                  | Jumbo-Visma               | 33 pts                    |
| 6e                        | Sepp Kuss                 | États-Unis                | Jumbo-Visma               | 33 pts                    |
| 7e                        | Damiano Caruso            | Italie                    | Bahrain Victorious        | 30 pts                    |
| 8e                        | Andreas Kron              | Danemark                  | Lotto Dstny               | 28 pts                    |
| 9e                        | Eduardo Sepúlveda         | Argentine                 | Lotto Dstny               | 23 pts                    |
| 10e                       | Jesús Herrada             | Espagne                   | Cofidis                   | 22 pts                    |

| Classement de la montagne | Classement de la montagne | Classement de la montagne | Classement de la montagne | Classement de la montagne |
| Coureur                   | Coureur                   | Pays                      | Équipe                    | Points                    |
| ------------------------- | ------------------------- | ------------------------- | ------------------------- | ------------------------- |
| 1er                       | Remco Evenepoel           | Belgique                  | Soudal Quick-Step         | 135 pts                   |
| 2e                        | Jonas Vingegaard          | Danemark                  | Jumbo-Visma               | 51 pts                    |
| 3e                        | Michael Storer            | Australie                 | Groupama-FDJ              | 39 pts                    |
| 4e                        | Romain Bardet             | France                    | Team DSM-Firmenich        | 35 pts                    |
| 5e                        | Primož Roglič             | Slovénie                  | Jumbo-Visma               | 33 pts                    |
| 6e                        | Sepp Kuss                 | États-Unis                | Jumbo-Visma               | 33 pts                    |
| 7e                        | Damiano Caruso            | Italie                    | Bahrain Victorious        | 30 pts                    |
| 8e                        | Andreas Kron              | Danemark                  | Lotto Dstny               | 28 pts                    |
| 9e                        | Eduardo Sepúlveda         | Argentine                 | Lotto Dstny               | 23 pts                    |
| 10e                       | Jesús Herrada             | Espagne                   | Cofidis                   | 22 pts                    |

| Classement du meilleur jeune | Classement du meilleur jeune | Classement du meilleur jeune | Classement du meilleur jeune | Classement du meilleur jeune |
| Coureur                      | Coureur                      | Pays                         | Équipe                       | Temps                        |
| ---------------------------- | ---------------------------- | ---------------------------- | ---------------------------- | ---------------------------- |
| 1er                          | Juan Ayuso                   | Espagne                      | UAE Team Emirates            | 74 h 27 min 26 s             |
| 2e                           | Cian Uijtdebroeks            | Belgique                     | Bora-Hansgrohe               | + 4 min 42 s                 |
| 3e                           | João Almeida                 | Portugal                     | UAE Team Emirates            | + 6 min 24 s                 |
| 4e                           | Santiago Buitrago            | Colombie                     | Bahrain Victorious           | + 8 min 20 s                 |
| 5e                           | Remco Evenepoel              | Belgique                     | Soudal Quick-Step            | + 13 min 26 s                |
| 6e                           | Einer Rubio                  | Colombie                     | Movistar Team                | + 31 min 31 s                |
| 7e                           | Antonio Tiberi               | Italie                       | Bahrain Victorious           | + 46 min 29 s                |
| 8e                           | Attila Valter                | Hongrie                      | Jumbo-Visma                  | + 1 h 01 min 58 s            |
| 9e                           | Lenny Martinez               | France                       | Groupama-FDJ                 | + 1 h 17 min 34 s            |
| 10e                          | Lennert Van Eetvelt          | Belgique                     | Lotto Dstny                  | + 1 h 45 min 08 s            |

| Classement du meilleur jeune | Classement du meilleur jeune | Classement du meilleur jeune | Classement du meilleur jeune | Classement du meilleur jeune |
| Coureur                      | Coureur                      | Pays                         | Équipe                       | Temps                        |
| ---------------------------- | ---------------------------- | ---------------------------- | ---------------------------- | ---------------------------- |
| 1er                          | Juan Ayuso                   | Espagne                      | UAE Team Emirates            | 74 h 27 min 26 s             |
| 2e                           | Cian Uijtdebroeks            | Belgique                     | Bora-Hansgrohe               | + 4 min 42 s                 |
| 3e                           | João Almeida                 | Portugal                     | UAE Team Emirates            | + 6 min 24 s                 |
| 4e                           | Santiago Buitrago            | Colombie                     | Bahrain Victorious           | + 8 min 20 s                 |
| 5e                           | Remco Evenepoel              | Belgique                     | Soudal Quick-Step            | + 13 min 26 s                |
| 6e                           | Einer Rubio                  | Colombie                     | Movistar Team                | + 31 min 31 s                |
| 7e                           | Antonio Tiberi               | Italie                       | Bahrain Victorious           | + 46 min 29 s                |
| 8e                           | Attila Valter                | Hongrie                      | Jumbo-Visma                  | + 1 h 01 min 58 s            |
| 9e                           | Lenny Martinez               | France                       | Groupama-FDJ                 | + 1 h 17 min 34 s            |
| 10e                          | Lennert Van Eetvelt          | Belgique                     | Lotto Dstny                  | + 1 h 45 min 08 s            |

| Classement par équipes | Classement par équipes | Classement par équipes | Classement par équipes |
| Équipe                 | Équipe                 | Pays                   | Temps                  |
| ---------------------- | ---------------------- | ---------------------- | ---------------------- |
| 1re                    | Jumbo-Visma            | Pays-Bas               | 222 h 28 min 29 s      |
| 2e                     | Bahrain Victorious     | Bahreïn                | + 22 min 07 s          |
| 3e                     | Bora-Hansgrohe         | Allemagne              | + 34 min 12 s          |
| 4e                     | UAE Team Emirates      | Émirats arabes unis    | + 34 min 38 s          |
| 5e                     | Movistar Team          | Espagne                | + 2 h 18 min 15 s      |
| 6e                     | Soudal Quick-Step      | Belgique               | + 3 h 19 min 45 s      |
| 7e                     | TotalEnergies          | France                 | + 3 h 26 min 27 s      |
| 8e                     | Groupama-FDJ           | France                 | + 3 h 43 min 03 s      |
| 9e                     | Lidl-Trek              | États-Unis             | + 4 h 01 min 34 s      |
| 10e                    | Astana Qazaqstan Team  | Kazakhstan             | + 4 h 24 min 38 s      |

| Classement par équipes | Classement par équipes | Classement par équipes | Classement par équipes |
| Équipe                 | Équipe                 | Pays                   | Temps                  |
| ---------------------- | ---------------------- | ---------------------- | ---------------------- |
| 1re                    | Jumbo-Visma            | Pays-Bas               | 222 h 28 min 29 s      |
| 2e                     | Bahrain Victorious     | Bahreïn                | + 22 min 07 s          |
| 3e                     | Bora-Hansgrohe         | Allemagne              | + 34 min 12 s          |
| 4e                     | UAE Team Emirates      | Émirats arabes unis    | + 34 min 38 s          |
| 5e                     | Movistar Team          | Espagne                | + 2 h 18 min 15 s      |
| 6e                     | Soudal Quick-Step      | Belgique               | + 3 h 19 min 45 s      |
| 7e                     | TotalEnergies          | France                 | + 3 h 26 min 27 s      |
| 8e                     | Groupama-FDJ           | France                 | + 3 h 43 min 03 s      |
| 9e                     | Lidl-Trek              | États-Unis             | + 4 h 01 min 34 s      |
| 10e                    | Astana Qazaqstan Team  | Kazakhstan             | + 4 h 24 min 38 s      |

## Abandons
Aucun abandon.